# W. Kingsland Macy
William Kingsland Macy, född 21 november 1889 i New York, död 15 juli 1961 i Islip, New York, var en amerikansk republikansk politiker. Han var ledamot av USA:s representanthus 1947–1951.
Macy utexaminerades 1912 från Harvard University och var därefter verksam som affärsman. Han var ordförande för republikanerna i delstaten New York 1930–1934 och representerade sin delstat i republikanernas konvent inför 1928, 1932, 1940, 1944 och 1948 års presidentval.
Macy efterträdde 1947 Edgar A. Sharp som kongressledamot och omvaldes en gång. I kongressvalet 1950 besegrades han av Ernest Greenwood.
Macy avled 1961 och gravsattes på Oakwood Cemetery.